# КіноСвіт Діджитал
«КіноСві́т Ді́джитал» — українська компанія, що працює у сфері обслуговування кінотеатрів; лідер у галузі кінотеатробудівництва і монополіст на ринку з інсталювання цифрових кінозалів: обслуговує 95 % всіх кінотеатрів України, включно з кінотеатрами IMAX.
Станом на 2017 рік компанія встановила цифрові кінопрожектори у 250 кінотеатрах. Всього було інстальовано 350 кінозалів по всій Україні, Молдові та Грузії.
На території України компанія є офіційним дистриб'ютором Barco, Dolby Laboratories Inc., OSRAM, GDC, Kinoton, DepthQ, Multivision, Harkness Screen, Eyes3Shut.
Основна діяльність пов'язана з:
- встановленням нових кінопроєкторів від відомих світових виробників Barco, Christie, Kinoton, NEC;
- інсталяцією відеопроєкційного обладнання в кіно- та відеозалах;
- постачанням та монтажем крісел як іноземних, так і вітчизняних виробників;
- інсталяцією багатоканальних систем звуковідтворення провідних зарубіжних фірм JBL, ElectroVoice, K.C.S. (THX approved);
- інсталяцією кінопроцессорів фірми Dolby Laboratories Inc., USL, серверів для цифрових кінотеатрів від  Dolby Laboratories Inc., Doremi, Barco, GDC;
- встановленням 3D систем від різних виробників;
- вимірюванням акустичних характеристик залів та проведенням комплексу робіт по акустичному дизайну;
- консультаціями, пов'язаними з сучасною технікою кінопоказу та кіновиробництва;
- експертними оцінками якості кінопоказу;
- постачанням ксенонових ламп будь-яких типів та інших витратних матеріалів для демонстрації, запису та відтворення від різних виробників;
- постачанням акустичних ізоляційних та оздоблювальних матеріалів для кінозалів;
- проєктуванням сучасних кінотеатрів і студій для кіновиробництва;
- будівельними та технологічними роботами по реконструкції та відбудові кінотеатрів;
- підготовкою технічного персоналу для сучасних кінотеатрів;
- технічним обслуговування кінотеатрів.